# McLaren MP4/4
De McLaren MP4/4 is een Formule 1-auto die gebruikt werd door McLaren in het seizoen 1988. Het was een van de meest dominante wagens in de sport. Vijftien van de zestien races startte het van op poleposition, Vijftien van de zestien races werden ook gewonnen en tienmaal was het 1-2 voor McLaren.  Enkel tijdens een natte kwalificatie tijdens de Grand Prix van Groot-Brittannië 1988 nam de ploeg geen pole. En in de thuisrace van Ferrari won Ferrari-coureur Gerhard Berger. De wagen heeft met 93.8% het op één na hoogste winpercentage ooit.

## Dominantie
De auto was duidelijk dominant, met vijftien poles (dertien voor Senna en twee voor Prost) waarvan twaalf front row lock-outs en vijftien overwinningen (acht voor Senna en zeven voor Prost). De wagen was zes keer meer dan één seconde sneller dan de derde in kwalificaties. McLaren won zowel het constructeurskampioenschap als het coureurskampioenschap. Alain Prost had meer punten dan Ayrton Senna, maar omdat de resultaten van de beste elf races werden geteld won Ayrton Senna het kampioenschap.

## Resultaten
| Resultaat                     |
| ----------------------------- |
| Winnaar                       |
| Tweede plaats                 |
| Derde plaats                  |
| Gefinisht (punten)            |
| Gefinisht (geen punten)       |
| Niet geklasseerd (NC)         |
| Uitgevallen (DNF)             |
| Niet gekwalificeerd (DNQ)     |
| Gediskwalificeerd (DSQ)       |
| Niet gestart (DNS)            |
| Gewond (INJ)                  |
| Uitgesloten (EX)              |
| Teruggetrokken (WD)           |
| Niet deelgenomen (blanco cel) |
| vetgedrukt (pole position)    |
| cursief (snelste ronde)       |

| Jaar | Chassis | Motor                   | Banden | Coureurs     | 1   | 2   | 3   | 4   | 5   | 6   | 7   | 8   | 9   | 10  | 11  | 12  | 13  | 14  | 15  | 16  | Punten | WK-plaats |
| ---- | ------- | ----------------------- | ------ | ------------ | --- | --- | --- | --- | --- | --- | --- | --- | --- | --- | --- | --- | --- | --- | --- | --- | ------ | --------- |
| 1988 | MP4/4   | Honda RA168E 1.5 V6 (t) | G      |              | BRA | SMR | MON | MEX | CAN | DET | FRA | GBR | DUI | HON | BEL | ITA | POR | SPA | JPN | AUS | 199    | Goud      |
| 1988 | MP4/4   | Honda RA168E 1.5 V6 (t) | G      | Alain Prost  | 1   | 2   | 1   | 1   | 2   | 2   | 1   | DNF | 2   | 2   | 2   | DNF | 1   | 1   | 2   | 1   | 199    | Goud      |
| 1988 | MP4/4   | Honda RA168E 1.5 V6 (t) | G      | Ayrton Senna | DSQ | 1   | DNF | 2   | 1   | 1   | 2   | 1   | 1   | 1   | 1   | 10  | 6   | 4   | 1   | 2   | 199    | Goud      |
| Jaar | Chassis | Motor                   | Banden | Coureurs     | 1   | 2   | 3   | 4   | 5   | 6   | 7   | 8   | 9   | 10  | 11  | 12  | 13  | 14  | 15  | 16  | Punten | WK-plaats |